# Energiprestanda
Energiprestanda är ett mått på hur väl en byggnad använder energi. Begreppet förekommer bland annat i svenska myndighetstexter och definieras där som "den mängd energi som behöver användas i en byggnad för att uppfylla de behov som är knutna till ett normalt bruk av byggnaden under ett år". Det mått som vanligen används är kWh per år per kvadratmeter byggnadsyta som är avsedd att värmas upp till mer än 10°C. Ett lägre värde på "energiprestandan" betecknar således en mer energieffektiv byggnad.